# Laberlia
Laberlia is een geslacht van vlinders van de familie van de Houtboorders (Cossidae), uit de onderfamilie van de Hypoptinae. De wetenschappelijke naam en de beschrijving van dit geslacht werden voor het eerst in 2020 gepubliceerd door Roman Viktorovitsj Jakovlev, Artem Naydenov en Fernando Cesar Penco.
De soorten van dit geslacht komen voor in Zuid-Amerika.

## Soorten
- Laberlia apusorum Yakovlev, Naydenov & Penco, 2020
- Laberlia bellaria (Dognin, 1911)
- Laberlia illapai Yakovlev, Naydenov & Penco, 2020